# 아파치 (1990년 영화)
《아파치》(Fire Birds, 원제: Wings of the Apache)는 미국에서 제작된 데이빗 그린 감독의 1990년 액션, 모험 영화이다. 니콜라스 케이지 등이 주연으로 출연하였고 윌리엄 바다라토 등이 제작에 참여하였다.
영화 제작은 월트 디즈니 스튜디오와 노바 인터내셔널 필름스가 공동으로 맡았다.

## 출연

### 주연
- 니콜라스 케이지
- 토미 리 존스
- 숀 영

### 조연
- 브라이언 케스트너
- 데일 다이
- 메리 엘렌 트레이너

## 한국어 더빙 성우진(SBS, 1992년 5월 15일)
- 장세준 - 제이크 (니콜라스 케이지)
- 송도영 - 빌리 (숀 영)
- 유강진 - 브래드 (토미 리 존스)
- 한규희 - 맥닐 (데일 다이)
- 김영민 - 브레이커 (브라이언 케스트너)
- 온영삼
- 강미
- 김명수
- 송연희
- 이윤선
- 순동운
- 이우신
- 황윤걸

## 기타
- 공동제작: 존 K. 스벤슨
- 공동제작: 데일 다이
- 미술: 조셉 T. 게리티
- 기타스텝: 리처드 T. 스티븐스